# Michał Gajewski
Michał Gajewski (ur. 1 lipca 1928 w Zakopanem, zm. 22 stycznia 2021 tamże) – polski ratownik i przewodnik górski, naczelnik Grupy Tatrzańskiej GOPR (1967–1969).

## Życiorys
Taternictwo uprawiał od 1946 i od tego też roku był członkiem TOPR. Od 1948 był członkiem Klubu Wysokogórskiego, zaś od 1949 członkiem zarządu jego Koła Zakopiańskiego. W 1957 wraz z Krzysztofem Berbeką i Ryszardem Wawro uczestniczył w przejściu całej głównej grani Tatr w 8 dni. W następnym roku podjął próbę zimowego przejścia głównej grani Tatr. W 1960 został przewodnikiem tatrzańskim.  
W latach 1967–1969 był naczelnikiem Grupy Tatrzańskiej GOPR. Kierował wieloma wyprawami ratunkowymi. Jako ratownik brał udział w 533 wyprawach ratunkowych. Był członkiem Honorowym TOPR.

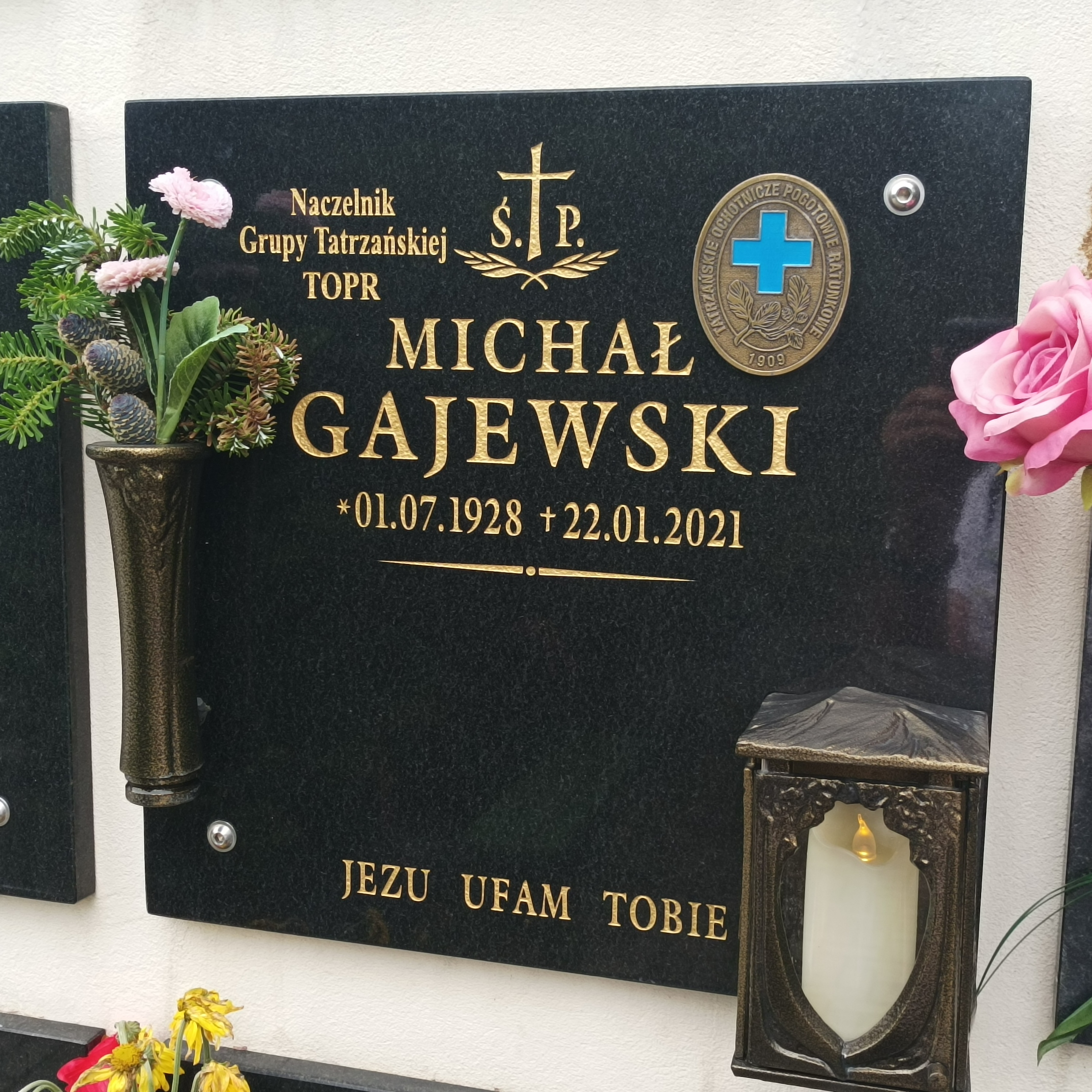
Grób Michała Gajewskiego na Nowym Cmentarzu w Zakopanem (kolumbarium)

## Wybrane odznaczenia
- Krzyż Komandorski Orderu Odrodzenia Polski[2],
- Medal za Ofiarność i Odwagę[2]